# Fort Belan
El Fort Belan (Caer Belan en gal·lès) és un edifici protegit vora el poble de Llanfaglan, a l'extrem sud-oest de l'estret de Menai, en la costa del comtat gal·lès de Gwynedd. Està situat en una petita península que gairebé mig tanca l'estret.
Aquesta fortificació fou construïda el 1775 per Thomas Wynn, aleshores membre del Parlament pel districte de Caernarfonshire i posteriorment fet Lord Newborough per sa Majestat. Wynn temia pel que considerava vulnerabilitat de la costa britànica davant d'hipotètics atacs estrangers, especialment per la -en aquells moments viva- guerra de la independència americana. El segon Baró hi va construir un moll el 1826, que emprava en regates i que encara es manté. Durant la Segona Guerra Mundial, el fort fou ocupat per unitats militars, especialment de l'exèrcit de l'aire, que controlaven el veí (tres quilòmetres) aeroport de Caernarfon. En l'actualitat és un establiment d'hostaleria, amb sis casetes per a llogar com a apartaments independents.